# Adolfo di Holstein-Gottorp
Adolfo di Holstein-Gottorp (Gottorp, 25 gennaio 1526 – Kiel, 1º ottobre 1586) è stato il primo duca di Holstein-Gottorp della linea di Holstein-Gottorp della Casata di Oldenburg.

## Biografia
Egli era il terzo figlio del re Federico I di Danimarca, e della sua seconda moglie, Sofia di Pomerania. Federico scelse come educatore dei suoi figli il Langravio Filippo I d'Assia. Il giovane futuro duca trascorse quattro anni al castello di Filippo a Kassel.

## Regno
Nel 1544 Adolfo, suo fratello Giovanni, ed il loro fratellastro Cristiano III di Danimarca, divisero i ducati di Schleswig e Holstein. L'area fu divisa in modo che la rendita delle tasse feudale pervenisse ai tre fratelli in modo eguale. Adolfo, come figlio minore, ottenne il privilegio di scegliere per primo. Sin da quando egli scelse l'area con il Castello di Gottorp, la linea degli Oldenburg da lui creata venne detta di Schleswig Holstein Gottorp.
Egli viaggiò, con Johan Rantzau, per conoscere il proprio nuovo paese. Adolfo partecipò alla Dieta di Augsburg, nella quale sostenne l'Imperatore Carlo V, che si trovava nel punto più alto della sua potenza. Sebbene egli stesso fosse protestante, sostenne l'imperatore con duemila soldati di cavalleria e dieci truppe di fanteria quando condusse guerre per spezzare il potere dei principi protestanti. Tuttavia era rispettato tra gli altri principi della Germania settentrionale: lo elessero comandante in capo delle truppe della Germania settentrionale; divenne capo del Circolo della Germania settentrionale.
Nel 1553 Adolfo fece ritorno in madrepatria.  Nel 1556 rilevò i beni ecclesiastici e la carica di vescovo dal defunto fratello Federico, come quest'ultimo aveva decretato nel suo testamento. Ha quindi deciso di vendicare la vergogna dei suoi antenati nella battaglia di Hemmingstedt. Adolfo voleva espandere la sua sfera di potere mettendo le mani sull'allora ricca e indipendente repubblica contadina di Dithmarschen. Riuscì a convincere i suoi due co-reggenti a formare un esercito.
Nel 1559 Adolfo, suo fratello Giovanni e suo nipote re Federico II di Danimarca conquistarono la repubblica contadina di Dithmarschen. I tre regnanti si divisero tra loro la repubblica contadina; Adolfo ricevette la parte settentrionale e quindi un collegamento diretto con le sue aree a Eiderstedt. Quando il fratello di Adolfo, Giovanni, morì nel 1580, lui e il re Federico II si divisero le sue quote nello Schleswig e nell'Holstein.
A livello nazionale, Adolfo modernizzò lo stato: separò la casa e l'amministrazione statale e nominò anche uomini della classe media, formati legalmente nell'amministrazione. Il suo grado e la relativa posizione politica del giovane ducato si espressero attraverso vari nuovi edifici rappresentativi. Come costruttore, commissionò, tra l'altro, il castello di Reinbeker, il castello di Husum  il castello di Tönninger
, il castello di Trittau e la casa per poveri e anziani Gasthaus zum Ritter St. Jürgen. Una significativa estensione è stata fatta anche all'ala nord del castello di Gottorf.

## Matrimonio
Sposò, il 17 dicembre 1564, la Langravia Cristina d'Assia (29 giugno 1543-13 maggio 1604), figlia di Filippo I d'Assia. Ebbero dieci figli:
- Federico II (21 aprile 1568-15 giugno 1587);
- Sofia (1 giugno 1569-14 novembre 1634), sposò Giovanni VII di Meclemburgo-Schwerin;
- Filippo (10 agosto 1570-18 ottobre 1590);
- Cristina (13 aprile 1573-8 dicembre 1625), sposò Carlo IX di Svezia;
- Elisabetta (11 marzo 1574-13 gennaio 1587);
- Giovanni Adolfo (27 febbraio 1575-31 marzo 1616), principe-vescovo di Brema, Lubecca, poi duca di Holstein e Schleswig;
- Anna (27 febbraio 1575-24 aprile 1625), sposò il conte Enno III della Frisia orientale;
- Cristiano (29 maggio 1576-22 aprile 1577);
- Agnese (20 dicembre 1578-1627);
- Giovanni Federico (1 settembre 1579-3 settembre 1634), principe-vescovo di Brema, Lubecca e Verden.

## Ascendenza
|                                 |                              |                                   | Genitori                                  |  |  | Nonni |  |  | Bisnonni              |  |  | Trisnonni                |  |
|                                 |                              |                                   |                                           |  |  |       |  |  | Dietrich di Oldenburg |  |  | Cristiano V di Oldenburg |  |
|                                 |                              |                                   |                                           |  |  |       |  |  | Dietrich di Oldenburg |  |  | Cristiano V di Oldenburg |  |
|                                 |                              | Agnese di Holstein-Heringen       |                                           |  |  |       |  |  | Dietrich di Oldenburg |  |  |                          |  |
| Cristiano I di Danimarca        |                              |                                   |                                           |  |  |       |  |  | Dietrich di Oldenburg |  |  |                          |  |
|                                 |                              | Edvige di Schauenburg             | Gerardo VI di Schleswig-Holstein          |  |  |       |  |  |                       |  |  |                          |  |
|                                 |                              | Edvige di Schauenburg             | Gerardo VI di Schleswig-Holstein          |  |  |       |  |  |                       |  |  |                          |  |
|                                 |                              | Edvige di Schauenburg             | Caterina Elisabetta di Brunswick-Lüneburg |  |  |       |  |  |                       |  |  |                          |  |
| Federico I di Danimarca         |                              | Edvige di Schauenburg             |                                           |  |  |       |  |  |                       |  |  |                          |  |
|                                 |                              | Giovanni l'Alchimista             | Federico I di Brandeburgo                 |  |  |       |  |  |                       |  |  |                          |  |
|                                 |                              | Giovanni l'Alchimista             | Federico I di Brandeburgo                 |  |  |       |  |  |                       |  |  |                          |  |
|                                 |                              | Giovanni l'Alchimista             | Elisabetta di Baviera-Landshut            |  |  |       |  |  |                       |  |  |                          |  |
| Dorotea di Brandeburgo-Kulmbach |                              | Giovanni l'Alchimista             |                                           |  |  |       |  |  |                       |  |  |                          |  |
|                                 |                              | Barbara di Sassonia-Wittenberg    | Rodolfo III di Sassonia-Wittenberg        |  |  |       |  |  |                       |  |  |                          |  |
|                                 |                              | Barbara di Sassonia-Wittenberg    | Rodolfo III di Sassonia-Wittenberg        |  |  |       |  |  |                       |  |  |                          |  |
|                                 |                              | Barbara di Sassonia-Wittenberg    | Barbara di Legnica                        |  |  |       |  |  |                       |  |  |                          |  |
| Adolfo di Holstein-Gottorp      |                              | Barbara di Sassonia-Wittenberg    |                                           |  |  |       |  |  |                       |  |  |                          |  |
|                                 | Eric II di Pomerania-Wolgast | Vartislao IX di Pomerania-Wolgast |                                           |  |  |       |  |  |                       |  |  |                          |  |
|                                 | Eric II di Pomerania-Wolgast | Vartislao IX di Pomerania-Wolgast |                                           |  |  |       |  |  |                       |  |  |                          |  |
|                                 | Eric II di Pomerania-Wolgast | Sofia di Sassonia-Lauenburg       |                                           |  |  |       |  |  |                       |  |  |                          |  |
| Bogislao X di Pomerania         | Eric II di Pomerania-Wolgast |                                   |                                           |  |  |       |  |  |                       |  |  |                          |  |
|                                 |                              | Sofia di Pomerania-Stolp          | Bogislao IX di Pomerania                  |  |  |       |  |  |                       |  |  |                          |  |
|                                 |                              | Sofia di Pomerania-Stolp          | Bogislao IX di Pomerania                  |  |  |       |  |  |                       |  |  |                          |  |
|                                 |                              | Sofia di Pomerania-Stolp          | Maria di Masovia                          |  |  |       |  |  |                       |  |  |                          |  |
| Sofia di Pomerania              |                              | Sofia di Pomerania-Stolp          |                                           |  |  |       |  |  |                       |  |  |                          |  |
|                                 |                              | Casimiro IV di Polonia            | Ladislao II di Polonia                    |  |  |       |  |  |                       |  |  |                          |  |
|                                 |                              | Casimiro IV di Polonia            | Ladislao II di Polonia                    |  |  |       |  |  |                       |  |  |                          |  |
|                                 |                              | Casimiro IV di Polonia            | Sofia Alšėniškė                           |  |  |       |  |  |                       |  |  |                          |  |
| Anna Jagellona                  |                              | Casimiro IV di Polonia            |                                           |  |  |       |  |  |                       |  |  |                          |  |
|                                 |                              | Elisabetta d'Asburgo              | Alberto II d'Asburgo                      |  |  |       |  |  |                       |  |  |                          |  |
|                                 |                              | Elisabetta d'Asburgo              | Alberto II d'Asburgo                      |  |  |       |  |  |                       |  |  |                          |  |
|                                 |                              | Elisabetta d'Asburgo              | Elisabetta di Lussemburgo                 |  |  |       |  |  |                       |  |  |                          |  |
|                                 |                              | Elisabetta d'Asburgo              |                                           |  |  |       |  |  |                       |  |  |                          |  |